# Hertogdom Estland (1220-1346)
Het hertogdom Estland (Deens: Hertugdømmet Estland, Latijn: Ducatus Estonie) was van 1219 tot 1346 een direct bezit (Latijn: Dominum directum) van de koning van Denemarken.

## Geschiedenis
Tijdens de Lijflandse Kruistocht in 1218 kreeg Waldemar II van paus Honorius III vrije hand om in Estland zoveel land als hij kon te veroveren. Ook Albert van Riga, onder wiens leiding de Zwaardbroeders vanuit het zuiden tegen de Esten vochten, bezocht de koning en vroeg hem om een aanval vanuit het Noorden. In 1219 verzamelde Waldemar zijn vloot en landde bij Lyndanisse, nu Tallinn, op noordelijke kust van Estland. Volgens de legende werd de nationale vlag van Denemarken (Dannebrog) bij de Slag bij Lyndanisse geboren door tijdens een kritiek moment in de strijd uit de hemel te vallen en de Denen te helpen te winnen. De datum van de strijd, 15 juni, wordt in het huidige Denemarken nog steeds gevierd als Waldemarsdag (de nationale "Dag van de Vlag").
De Zwaardbroeders hadden het zuiden van Estland veroverd, terwijl Denemarken het noorden innam. De exacte grenzen werden in 1220 vastgesteld: Sakala en Ugaunia gingen naar de Zwaardbroeders en Harria, Vironia en Jerwia naar Denemarken.
In 1227 veroverden de Zwaardbroeders alle Deense gebieden in Noord-Estland. Na hun nederlaag in de Slag bij Saule in 1237 werden de overlevende leden van de orde samengevoegd tot de Lijflandse Orde, als deel van de Duitse Orde. Op 7 juni 1238 sloot de Duitse Orde het Verdrag van Stensby met de Deense koning Waldemar II. Volgens het verdrag bleef Jerwia een deel van de Ordenstaat, Harria en Vironia gingen terug naar de koning van Denemarken als het hertogdom Estland. De eerste hertog van Estland werd benoemd door Waldemar II in 1220, na 1269 werd de titel gedragen door de koningen van Denemarken.
De hoofdstad van Deens Estland was Reval (Tallinn), na de invasie van 1219 gesticht op de plaats van Lyndanisse. De Denen bouwden de vesting Castrum Danorum op de Toompea. Reval werd 1248 Lübecker stadsrechten toegekend en werd lid van de Hanze.
In 1240 richtte Waldemar II het bisdom Reval op. In strijd met het kerkelijk recht behield hij het recht om de bisschoppen van Reval te benoemen voor aan zichzelf en zijn opvolgers als koning van Denemarken. Deze beslissing was uniek in die tijd en werd betwist door de bisschoppen en de paus. De koninklijke rechten op het bisdom en de benoeming van de bisschoppen werden toen de territoria in 1346 aan Duitse Orde werden verkocht zelfs opgenomen in het verdrag.
Het hertogdom werd lokaal bestuurd door een onderkoning (Latijn: capitaneus) benoemd door de koning en fungerend als zijn gevolmachtigde. De onderkoning had bestuurlijke bevoegdheden, verzamelde de belastingen en hield het commando over de leenmannen en de troepen in geval van oorlog. 
In Vironia waren de belangrijkste machtscentra Wesenberg (Rakvere) en Narva, gebouwd op de plaats van de oude Estse forten van Rakovor en Rugodiv. Wesenberg kreeg Lübecker stadsrechten in 1302, Narva in 1345.
Het merendeel van de leenmannen, 80%, waren Duitsers uit Westfalen, 18% waren Denen en 2% Esten. 
In 1240-42 voerde Denemarken oorlog tegen Novgorod en probeerde haar heerschappij uit te breiden tot het land van de Woten. Waldemar stuurde zijn zonen Abel en Knoet om de campagne van zijn leenmannen te ondersteunen, maar zonder succes. De Deense vloot zeilde in 1268 en 1270 naar Reval tegen bedreigingen van Novgorod en Litouwen.
In augustus 1332 stierf Christoffel II van Denemarken en Denemarken verviel in politieke onrust. Estland werd verdeeld tussen een pro-Deense partij onder leiding van bisschop Olaf van Reval en een pro-Duitse partij onder leiding van Marquard Breide. Nadat de Esten van Harria in opstand kwamen in de Opstand van Sint-Jorisnacht in 1343 bezette de Duitse Orde het grondgebied. De omverwerping van de Deense heerschappij kwam twee dagen nadat de Orde de Estse opstand had verslagen en de Deense onderkoning in samenwerking met de pro-Duitse leenmannen gevangen had gezet. De kastelen in Reval en Wesenberg werden op 16 mei 1343 door de pro-Duitse partij overgedragen aan de Orde, het kasteel van Narva in 1345. 
In 1346 werd Estland voor 19.000 Keulse marken aan de Duitse Orde verkocht, ondanks de toezegging van Christopher II in 1329 zijn Estse gebieden nooit te verlaten of te verkopen. Waldemar IV legde een publieke verklaring van berouw af voor het breken van die belofte en vroeg vergiffenis aan de paus. De overgang van de soevereiniteit van Denemarken naar de Duitse Orde vond plaats op 1 november 1346.